# Split Enz
Split Enz fue un grupo musical neozelandés, con un estilo que mezclaba rock, vodevil, swing, pop y punk, y con gran éxito en Nueva Zelanda, Canadá y Australia. Fue el primer grupo kiwi (de estética estrambótica, pelos y ropas coloridas, exagerando en sus actuaciones, fotos y conciertos), en darse a conocer en Europa y América. Fueron liderados en sus comienzos por Tim Finn y Phil Judd, y a partir de su cuarto año por los dos hermanos Tim y Neil Finn. Comenzó en 1971 en la Universidad Aukland, bajo el nombre de Split Ends. Sus miembros originales fueron Phil Judd, Tim Finn, Mike Chunn, Robert Gillies y Noel Crombie. Más tarde se cambiaron las letras "Ends" por "Enz" (NZ es la abreviatura de Nueva Zelanda). Con la salida de Phil Judd del grupo, se dejó atrás el rock progresivo que marcaba los 70, y con la llegada de Neil Finn se acercó más al sonido pop pero sin abandonar sus tendencias roqueras. El grupo se consagró con el álbum True Colours y el tema I got you. Noel Crombie se encargó de diseñar los trajes, carteles y gran parte de los decorados, portadas, etc. Desde su disolución en 1984, sus miembros han creado otras bandas como Crowded House, Citizen Band o Finn Brothers, aunque han sido numerosas sus reuniones tras su separación.

## Historia
A principios de los años 1970 Tim Finn conoció a Jonathan Chunn en el Sacred Heart College, donde se hicieron buenos amigos y se dedicaron a escribir canciones. Cuando ambos tuvieron una cantidad considerable de temas decidieron formar un grupo junto a Noel Crombie, Philip Judd y Rob Gillies, estudiantes de arte de la Universidad de Aukland, y se hicieron llamar Split Ends. Editaron su primer single “For You/Split Ends” en abril de 1973 gracias a Barry Coburn, amigo y primer gerente. El grupo comenzó a tocar en diversos programas de televisión aunque Judd era reacio a aparecer en espectáculos televisados. En 1974 se incorporó a la banda el teclista Eddie Rayner (apodado The Proof), quien permaneció en la banda hasta el final además de ser crucial en la definición del sonido del grupo. En febrero de ese año pasaron a llamarse Split Enz y comenzaron a elaborar una estética que consistía en peinados, trajes y maquillaje muy llamativos para sus actuaciones que provocaban un gran impacto visual. Tim Finn y Phil Judd eran los encargados de crear las canciones y Noel Crombie del diseño de los trajes, carteles, insignias etc. Añadieron a sus conciertos elementos teatrales inspirados en el cine expresionista, el circo o lo gótico (como por ejemplo, mencionar que se contrató a una mujer para que se arrastrara por el escenario con un hacha ensangrentada durante una canción bajo las luces y efectos estroboscópicos). Al siguiente año, en 1975, Split Enz dio el salto a Australia, donde tuvieron una acogida irregular, pero comenzaron a ser un grupo de culto entre sus seguidores. La compañía Mushroom Records, una empresa arriesgada, se fijó en su carisma y los contrató. Grabaron su primer álbum “Mental Notes”, editado en julio de 1975 sin demasiado ruido, alcanzando el séptimo puesto en la lista de Nueva Zelanda, incluía temas como Titus o Spellbound. La banda se embarcó en una gira por Australia llamada “Enzo of the Earth”, que terminó en febrero de 1976. Después grabaron el video musical del tema “Late Last Night” dirigido por Crombie. Phil Manzanera (Chrysalis Records) quedó impresionado y se ofreció a producir su siguiente álbum en Londres. Second Troughs se publicó en julio de 1976 en Australia y dos meses más tarde en Inglaterra, el primer sencillo fue “Late Last Night”. La extraña aparencia y actuación de la banda desconcertó a periodistas y público británico, al contrario que en Australia y Nueva Zelanda donde cada vez eran más los adeptos. En noviembre llegó un nuevo batería, el inglés Malcom Green, considerado el primer miembro no-kiwi.
1977 comenzó con el sencillo “Another great divide” y una gira de 23 días por EE. UU., con la idea de consolidar el grupo. Sin embargo, sucedió todo lo contrario, ya que se produjo la marcha de dos miembros fundadores, Phil Judd y Mike Chunn. Mike adujo que quería pasar más tiempo con su familia y mientras que Phil dejó la formación por discrepancias con Tim, además de estar cansado de las largas giras. Esperarían hasta el final del tour en abril para dejar el grupo.
Debido a la marcha de los dos compañeros, Tim debió asumir mayor responsabilidad en los siguientes conciertos en Inglaterra. Llegó el bajista Nigel Griggs para sustituir a Chunn y del hueco dejado por Phil se haría cargo el hermano menor de Tim, Neil Finn. El joven Neil Finn, que acababa de terminar la escuela secundaria, no contribuyó demasiado en sus primeros meses debido a su inexperiencia en la interpretación, pero gracias a su entusiasmo se adaptó pronto y su presencia se haría notar enseguida. La marcha de Phil provocó una reestructuración del nuevo material para el siguiente disco. Neil, cuya voz era perfecta para el grupo, estaba muy involucrado y comenzó a componer sus propios temas quitando presión a Tim. Split Enz cambió su imagen y música al estilo New Wave, lo que dio lugar a que el público y la prensa ingleses comenzasen a fijarse más en ellos.
El siguiente álbum se tituló Dizrythmia (término médico que significa alteración del ritmo corporal) y es grabado en los estudios AIR de Londres. De nuevo, su éxito fue mayor en Australia que en Inglaterra. La canción My Mistake se eligió como primer single, alcanzando el número 18, mientras que el álbum llegó al 3. También grabaron dos clips musicales; My Mistake y Bold As Brass (elegido como segundo single).
El año 1978 fue difícil para el grupo, ya que la compañía tenía muchas deudas y no podían conseguir actuaciones ni contratos de grabación. Aun así, continuaron creando temas y ensayando. Gracias a una subvención por parte del Consejo de las Artes de Nueva Zelanda, el grupo dispuso de un estudio de grabación, donde grabaron un nuevo single creado por Tim Finn (“I See Red”). La canción (perteneciente al disco Frenzy) llegó al número 15. Por su parte, Neil compuso su primer sencillo para la banda, "Give It A Whirl" y el grupo comenzó a ser más valorado y a consolidarse musicalmente en Inglaterra.

## True Colours
True Colours (1980) es el quinto disco grabado en estudio de Split Enz, considerado en Australia como uno de los álbumes pop más importante de la historia del país. Su primer single fue el éxito “I got you“, editado en enero de 1980. Compuesto e interpretado por Neil Finn, la cara B contenía la canción “Double Happy”.
Para este álbum se crearon tres clips musicales, “I got you”, “I Hope I Never” y el sencillo no incluido en el álbum “Things”.
La portada del álbum fue editada en distintos colores, la más conocida en verde, naranja, blanco y negro. Para el diseño del dibujo del vinilo se utilizó una técnica llamada “laser-etching”, que hacia que se reflejara la luz alrededor de la habitación donde sonara el LP, y además dificultaba su falsificación. 
True Colours se reeditó en 2006 en una edición remasterizada que incluye los temas adicionales Things y Two of a kind.
Lista de canciones (en su edición remasterizada y expandida):
- Shark Attack (Tim Finn)

- I Got You (Neil Finn)

- What´s The Matter With You (Neil Finn)

- Double Happy (Eddie Rayner)

- I Wouldn´t Dream Of It (Tim Finn)

- I Hope I Never (Tim Finn)

- Nobody Takes My Seriously (Tim Finn)

- Missing Person (Neil Finn)

- Poor Boy (Tim Finn)

- How Can I Resist Her (Tim Finn)

- The Choral Sea (Split Enz)

- Things (Neil Finn)

- Two Of A Kind (Tim Finn)

## Split Enz en los 80
En 1981 grabaron el álbum “Waiata” (llamado “Corroboree” en Australia), disco con buenas ventas pero exigente debido al éxito de True Colours. Sus temas de mayor importancia fueron One Step Ahead y History Never Repeats, ambos a cargo de Neil.
Al año siguiente se realizó Time and Tide y el sencillo “Six Months In A leaky Boat” de Tim Finn, canción de éxito retirada de las radios inglesas al creer que era una crítica sobre la Guerra de las Malvinas en 1982, cosa que el grupo negó.
A principios de 1983 Tim se dedicó a su primer álbum en solitario, planteándose su continuación junto a Split Enz.
En 1984 apareció “Conflicting Emotions “, el mayor de los dos hermanos tan solo compuso cuatro temas, las canciones más destacadas son “Message To my girl” y “Strait Old Line”, ambas firmadas por Neil Finn. El mismo año llegó un nuevo y joven batería llamado Paul Hester, en sustitución de Malcom Green.
Tras la marcha de Tim, Neil es el encargado de liderar a la banda y en el último disco ya ninguno de sus miembros pertenecía a la formación original. Se publicó “See Ya ´Round” en 1984, álbum de despedida que no alcanzó demasiado éxito y tan solo se puso a la venta en Australia, Nueva Zelanda y Canadá. Grabaron un clip de bajo presupuesto de la canción “I Walk Away¨ (tema que más tarde Neil regrabaría para el primer disco de Crowded House). Tras su separación, Split Enz ha tenido numerosas reuniones tanto en los noventa como en 2006 (Rod Laver Arena, Melbourne Australia, con un espectacular concierto editado en DVD y CD) y 2008 con los miembros Neil Finn, Tim Finn, Noel Crombie, Eddie Rayner, Malcom Green y Nigel Griggs.
En 1985 Neil Finn comenzó su nueva etapa junto a Paul Hester y Nick Seymour en Crowded House bajo la producción de Eddie Rayner.

## Miembros del grupo
- Geoff Chunn (batería, percusión) 1973-74

- Mike Chunn (bajo) 1972-77

- Noel Crombie (percusión, batería) 1974-84

- Neil Finn (voz, guitarra) 1977-84

- Tim Finn (voz, piano, guitarra) 1972-84

- Robert Gillies (saxofón, trompeta) 1973-74, 1974-78

- Miles Golding (violín) 1972-73

- Malcom Green (batería, percusión) 1976-81

- Noel Griggs (bajo) 1977-84

- Paul Hester (batería, percusión) 1983-84

- Mike Howard (flauta) 1972-73

- Philip Judd (voz, guitarra, mandolina) 1972-77, 78

- Eddie Rayner (instrumentos de teclado) 1974-84

- Wally Wilkinson (guitarra) 1973-75

## Discografía
- Mental Notes 1975

- Second Thoughts 1976

- Dizrythmia 1977

- Frenzy 1979

- The Beginning Of The Enz 1979

- True Colours 1980

- Corroboree / Waiata 1981

- Time And Tide 1982

- Conflicting Emotions 1983

- See Ya ´Round 1984

- The Living Enz 1985

- Anniversary 1984

- The Best Of Split Enz 1993

- Spellbound 1997

- Extravagenza 2005

- Rootin Tootin Luton Tapes 2007